# Graphelysia
Graphelysia é um género de traça pertencente à família Arctiidae.